# J.C.Staff
J.C.Staff (japonsky 株式会社ジェー・シー・スタッフ, Kabušiki gaiša Džé Ší Sutaffu) je japonské animační studio, které v roce 1986 založil Tomojuki Mijata, bývalý animátor studia Tacunoko Production. Studio se ve své tvorbě zaměřuje zejména na komedie a romantické komedie. Mezi nejúspěšnější seriály studia J.C.Staff patří například celosvětově populární série Slayers, Šódžo kakumei Utena, Med a čtyřlístek, Toradora!, Bakuman nebo Ve službách Nuly.

## Tvorba

### Televizní seriály
| Rok           | Název                                                                          | Režie                                 | Od                | Do                | Díly          | Poznámky                                                                                                | Zdroje |
| ------------- | ------------------------------------------------------------------------------ | ------------------------------------- | ----------------- | ----------------- | ------------- | --- | ------ |
| 1988          | Wowser                                                                         | Hiroši Sasagawa (šéf)                 | 5. dubna 1988     | 27. března 1989   | 52            | Založeno na belgickém komiksu Cubitus. V koprodukci se studiem Telescreen Japan.                        |        |
| 1994          | Metal Fighter Miku                                                             | Akijuki Šinbó                         | 8. července 1994  | 30. září 1994     | 13            | Původní dílo.                                                                                           |        |
| 1995          | Tóma kidžin den Oni                                                            | Iku Suzuki                            | 5. října 1995     | 21. března 1996   | 25            | Založeno na japonské RPG sérii ONI.                                                                     |        |
| 1997          | Maze: Bakunecu džikú                                                           | Iku Suzuki                            | 2. dubna 1997     | 24. září 1997     | 25            | Adaptace série light novel, jejímž autorem je Satoru Akahori.                                           |        |
| 1997          | Šódžo kakumei Utena                                                            | Kunihiko Ikuhara                      | 2. dubna 1997     | 24. prosince 1997 | 39            | Adaptace série mangy, jejíž mangakou je Čiho Saitó.                                                     |        |
| 1998          | Alice SOS                                                                      | Šingo Kaneko                          | 1. ledna 1998     | 1. ledna 1998     | 14            | Původní dílo.                                                                                           |        |
| 1998          | Kareši kanodžo no džidžó                                                       | Hideaki Anno Hiroki Sató              | 1. ledna 1998     | 1. ledna 1998     | 26            | Adaptace série mangy, jejíž mangakou je Masami Cuda. V koprodukci se studiem Gainax.                    |        |
| 1998          | Madžucuši Orphen                                                               | Hiroši Watanabe                       | 1. ledna 1998     | 1. ledna 1998     | 14            | Adaptace série light novel, jejímž autorem je Jošinobu Akita.                                           |        |
| 1998          | Jume de aetara                                                                 | Takeši Jamaguči                       | 1. ledna 1998     | 1. ledna 1998     | 16            | Adaptace série mangy, jejíž mangakou je Norijuki Jamahana.                                              |        |
| 1999          | Iketeru futari                                                                 | Takeši Jamaguči                       | 1. ledna 1999     | 1. ledna 1999     | 16            | Adaptace série mangy, jejíž mangakou je Takaši Sano.                                                    |        |
| 1999          | Sorejuke! Učú senkan Jamamoto Jóko                                             | Akijuki Šinbó                         | 1. ledna 1999     | 1. ledna 1999     | 26            | Adaptace série light novel, jejímž autorem je Takaši Šódži.                                             |        |
| 1999          | Madžucuši Orphen: Revenge                                                      | Tóru Takahaši                         | 1. ledna 1999     | 1. ledna 1999     | 23            | Pokračování anime seriálu Madžucuši Orphen.                                                             |        |
| 1999          | Excel Saga                                                                     | Šin'iči Watanabe                      | 1. ledna 1999     | 1. ledna 1999     | 26            | Adaptace série mangy, jejíž mangakou je Kóši Rikudó.                                                    |        |
| 2000          | Dá! Dá! Dá!                                                                    | Hiroaki Sakurai                       | 1. ledna 2000     | 1. ledna 2000     | 78            | Adaptace série mangy, jejíž mangakou je Mika Kawamura.                                                  |        |
| 2000          | Jami no macuei                                                                 | Hiroko Tokita                         | 1. ledna 2000     | 1. ledna 2000     | 13            | Adaptace série mangy, jejíž mangakou je Joko Macušita.                                                  |        |
| 2001          | Mahó senši Louie                                                               | Jošitaka Kojama                       | 1. ledna 2001     | 1. ledna 2001     | 24            | Adaptace série light novel, jejímž autorem je Rjó Mizuno.                                               |        |
| 2001          | PaRappa the Rapper                                                             | Hiroaki Sakurai                       | 1. ledna 2001     | 1. ledna 2001     | 30            | Založeno na videohře PaRappa the Rapper. V koprodukci se studiem Production I.G.                        |        |
| 2001          | Čiččana jukicukai Sugar                                                        | Šin'ičiró Kimura                      | 1. ledna 2001     | 1. ledna 2001     | 24            | Původní dílo.                                                                                           |        |
| 2002          | Azumanga daió                                                                  | Hiroši Nišikiori                      | 8. dubna 2002     | 30. září 2002     | 26            | Adaptace série mangy, jejíž mangakou je Kijohiko Azuma.                                                 |        |
| 2002          | Aoi jori aoši                                                                  | Masami Šimoda                         | 11. dubna 2002    | 26. září 2002     | 24            | Adaptace série mangy, jejíž mangakou je Kó Fumizuki.                                                    |        |
| 2002          | Spiral: Suiri no kizuna                                                        | Šingo Kaneko                          | 1. října 2002     | 25. března 2003   | 25            | Adaptace série mangy, jejímž autorem je Kjó Širodaira.                                                  |        |
| 2003          | Nanaka 6/17                                                                    | Hiroaki Sakurai                       | 8. ledna 2003     | 26. března 2003   | 12            | Adaptace série mangy, jejíž mangakou je Ken Jagami.                                                     |        |
| 2003          | Mahó cukai ni taisecu na koto                                                  | Masami Šimoda                         | 9. ledna 2003     | 27. března 2003   | 12            | Adaptace série mangy, jejímž autorem je Norie Jamada.                                                   |        |
| 2003          | Gunparade March: Aratanaru kógunka                                             | Kacuši Sakurabi                       | 6. února 2003     | 24. dubna 2003    | 12            | Založeno na videohře Kókidó gensó Gunparade March od společnosti Alfa System.                           |        |
| 2003          | Ikkitósen                                                                      | Takaši Watanabe                       | 30. července 2003 | 22. října 2003    | 13            | Adaptace série mangy, jejíž mangakou je Júdži Šiozaki.                                                  |        |
| 2003          | R.O.D the TV                                                                   | Kódži Masunari                        | 1. října 2003     | 16. března 2003   | 26            | Pokračování OVA epizod Read or Die. V koprodukci se Studiem Deen.                                       |        |
| 2003          | Šingecukan cukihime                                                            | Kacuši Sakurabi                       | 9. října 2003     | 25. prosince 2003 | 12            | Adaptace dódžin vizuálního románu od Type-Moonu.                                                        |        |
| 2003          | Aoi jori aoši: Eniši                                                           | Masami Šimoda                         | 12. října 2003    | 28. prosince 2003 | 12            | Pokračování anime seriálu Aoi jori aoši.                                                                |        |
| 2003          | Maburaho                                                                       | Šin'ičiró Kimura                      | 14. října 2003    | 6. dubna 2004     | 24            | Adaptace série light novel, jejímž autorem je Tošihiko Cukidži.                                         |        |
| 2004          | Hikari to mizu no Daphne                                                       | Takaši Ikehata                        | 15. ledna 2004    | 3. července 2004  | 24            | Původní dílo.                                                                                           |        |
| 2004          | Sensei no odžikan: Doki doki School Hours                                      | Jošiaki Iwasaki                       | 4. dubna 2004     | 27. července 2004 | 13            | Adaptace série mangy, jejíž mangakou je Tamami Momose.                                                  |        |
| 2004          | Bókjaku no senricu                                                             | Hiroši Nišikiori                      | 6. dubna 2004     | 21. září 2004     | 24            | Adaptace série mangy, jejíž mangakou je Šindži Katakura. V koprodukci se studiem Gainax.                |        |
| 2005          | Starship Operators                                                             | Takaši Watanabe                       | 5. ledna 2005     | 30. března 2005   | 13            | Adaptace série light novel, jejímž autorem je Rjó Mizuno.                                               |        |
| 2005          | Mahoraba: Hearthful Days                                                       | Šin'ičiró Kimura                      | 10. ledna 2005    | 26. června 2005   | 26            | Adaptace série mangy, jejíž mangakou je Akira Kodžima.                                                  |        |
| 2005          | Gokudžó seitokai                                                               | Jošiaki Iwasaki                       | 6. dubna 2005     | 28. září 2005     | 26            | Původní dílo.                                                                                           |        |
| 2005          | Loveless                                                                       | Jú Kó                                 | 7. dubna 2005     | 30. června 2005   | 12            | Adaptace série mangy, jejíž mangakou je Jun Kóga.                                                       |        |
| 2005          | Med a čtyřlístek                                                               | Ken'iči Kasai                         | 14. dubna 2005    | 26. září 2005     | 24            | Adaptace série mangy, jejíž mangakou je Čika Umino.                                                     |        |
| 2005          | Oku-sama wa mahó šódžo: Bewitched Agnes                                        | Hiroši Nišikiori                      | 4. července 2005  | 25. září 2005     | 13            | Původní dílo.                                                                                           |        |
| 2005          | Šakugan no Šana                                                                | Takaši Watanabe                       | 6. října 2005     | 23. března 2006   | 24            | Adaptace série light novel, jejímž autorem je Jašičiró Takahaši.                                        |        |
| 2005          | Karin                                                                          | Šin'ičiró Kimura                      | 3. listopadu 2005 | 11. května 2006   | 24            | Adaptace série mangy, jejíž mangakou je Juna Kagesaki.                                                  |        |
| 2006          | Jomigaeru sora: Rescue Wings                                                   | Kacuši Sakurabi                       | 8. ledna 2006     | 26. března 2006   | 13            | Původní dílo.                                                                                           |        |
| 2006          | Med a čtyřlístek II                                                            | Tacujuki Nagai                        | 29. června 2006   | 14. září 2006     | 12            | Pokračování anime seriálu Med a čtyřlístek.                                                             |        |
| 2006          | Zero no cukaima                                                                | Jošiaki Iwasaki                       | 3. července 2006  | 25. září 2006     | 13            | Adaptace série light novel, jejímž autorem je Noboru Jamaguči.                                          |        |
| 2006          | Ghost Hunt                                                                     | Akira Mano                            | 3. října 2006     | 27. března 2007   | 25            | Adaptace série light novel, jejíž autorkou je Fujumi Ono.                                               |        |
| 2006          | Asatte no hókó                                                                 | Kacuši Sakurabi                       | 5. října 2006     | 21. prosince 2006 | 12            | Adaptace série mangy, jejíž mangakou je Dž-ta Jamada.                                                   |        |
| 2006          | Winter Garden                                                                  | Hiroaki Sakurai                       | 22. prosince 2006 | 23. prosince 2006 | 2             | Spin-off série Di Gi Charat.                                                                            |        |
| 2007          | Nodame cantabile                                                               | Ken'iči Kasai                         | 11. ledna 2007    | 26. června 2007   | 23            | Adaptace série mangy, jejíž mangakou je Tomoko Ninomija.                                                |        |
| 2007          | Sky Girls                                                                      | Jošiaki Iwasaki                       | 5. července 2007  | 27. prosince 2007 | 26            | Adaptace OVA epizody Sky Girls.                                                                         |        |
| 2007          | Potemajo                                                                       | Takaši Ikehata                        | 6. července 2007  | 21. září 2007     | 12            | Adaptace série mangy, jejíž mangakou je Haruka Ogataja.                                                 |        |
| 2007          | Zero no cukaima: Futacuki no kiši                                              | Jú Kó                                 | 9. července 2007  | 24. září 2007     | 12            | Pokračování anime seriálu Zero no cukaima.                                                              |        |
| 2007          | Šakugan no Šana II                                                             | Takaši Watanabe                       | 5. října 2007     | 28. března 2008   | 24            | Pokračování anime seriálu Šakugan no Šana.                                                              |        |
| 2007          | KimiKiss: Pore Rouge                                                           | Ken'iči Kasai                         | 6. října 2007     | 24. března 2008   | 24            | Založeno na simulátoru rande od Enterbrainu.                                                            |        |
| 2008          | Šigofumi: Stories of Last Letter                                               | Tacuo Sató                            | 6. ledna 2008     | 22. března 2008   | 12            | Původní dílo.                                                                                           |        |
| 2008          | Nabari no ó                                                                    | Kunihisa Sugišima                     | 6. dubna 2008     | 28. září 2008     | 26            | Adaptace série mangy, jejíž mangakou je Júki Kamatani.                                                  |        |
| 2008          | Slayers Revolution                                                             | Takaši Watanabe                       | 2. července 2008  | 24. září 2008     | 13            | Pokračování anime seriálu Slayers TRY.                                                                  |        |
| 2008          | Zero no cukaima: Princess no Rondo                                             | Jú Kó                                 | 6. července 2008  | 21. září 2008     | 12            | Pokračování anime seriálu Zero no cukaima: Futacuki no kiši.                                            |        |
| 2008          | Toradora!                                                                      | Tacujuki Nagai                        | 2. října 2008     | 26. března 2009   | 25            | Adaptace série light novel, jejíž autorkou je Jujuko Takemija.                                          |        |
| 2008          | Toaru madžucu no Index                                                         | Hiroši Nišikiori                      | 4. října 2008     | 19. března 2009   | 24            | Adaptace série light novel, jejímž autorem je Kazuma Kamači.                                            |        |
| 2008          | Nodame cantabile: Paris-hen                                                    | Ken'iči Kasai                         | 9. října 2008     | 18. prosince 2008 | 11            | Pokračování anime seriálu Nodame cantabile.                                                             |        |
| 2009          | Slayers Evolution-R                                                            | Takaši Watanabe                       | 12. ledna 2009    | 6. dubna 2009     | 13            | Pokračování anime seriálu Slayers Revolution.                                                           |        |
| 2009          | Hajate no gotoku!!                                                             | Jošiaki Iwasaki                       | 3. dubna 2009     | 18. září 2009     | 25            | Pokračování anime seriálu Hajate no gotoku!.                                                            |        |
| 2009          | Hacukoi Limited.                                                               | Jošiki Jamakawa                       | 11. dubna 2009    | 27. června 2009   | 12            | Adaptace série mangy, jejíž mangakou je Mizuki Kawashita.                                               |        |
| 2009          | Aoi hana                                                                       | Ken'iči Kasai                         | 2. července 2009  | 10. září 2009     | 11            | Adaptace série mangy, jejíž mangakou je Takako Šimura.                                                  |        |
| 2009          | Taišó jakjú musume.                                                            | Takaši Ikehata                        | 2. července 2009  | 24. září 2009     | 12            | Adaptace série light novel, jejímž autorem je Acuši Kagurazaka.                                         |        |
| 2009          | Toaru kagaku no Railgun                                                        | Tacujuki Nagai                        | 3. října 2009     | 20. března 2010   | 24            | Adaptace série mangy, jejímž autorem je Kazuma Kamači.                                                  |        |
| 2010          | Nodame cantabile: Finale                                                       | Čiaki Kon                             | 14. ledna 2010    | 25. března 2010   | 11            | Pokračování anime seriálu Nodame cantabile: Paris-hen.                                                  |        |
| 2010          | Kaičó wa Maid-sama!                                                            | Hiroaki Sakurai                       | 1. dubna 2010     | 23. září 2010     | 26            | Adaptace série mangy, jejíž mangakou je Hiro Fudžiwara.                                                 |        |
| 2010          | Uragiri wa boku no namae o šitteiru                                            | Kacuši Sakurabi                       | 11. dubna 2010    | 19. září 2010     | 24            | Adaptace série mangy, jejíž mangakou je Odagiri Hotaru.                                                 |        |
| 2010          | Ókami-san to šičinin no nakamatači                                             | Jošiaki Iwasaki                       | 1. července 2010  | 16. září 2010     | 12            | Adaptace série light novel, jejímž autorem je Masashi Okita.                                            |        |
| 2010          | Bakuman.                                                                       | Ken'iči Kasai Noriaki Akitaja         | 2. října 2010     | 2. dubna 2011     | 25            | Adaptace série mangy, jejímž autorem je Cugumi Óba.                                                     |        |
| 2010          | Otome jókai Zakuro                                                             | Čiaki Kon                             | 4. října 2010     | 27. prosince 2010 | 13            | Adaptace série mangy, jejíž mangakou je Lily Hošino.                                                    |        |
| 2010          | Tantei Opera Milky Holmes                                                      | Makoto Moriwaki                       | 7. října 2010     | 23. prosince 2010 | 12            | Adaptace série mangy od společnosti Bushiroad.                                                          |        |
| 2010          | Toaru madžucu no Index II                                                      | Hiroši Nišikiori                      | 8. října 2010     | 1. dubna 2011     | 24            | Pokračování anime seriálu Toaru madžucu no Index.                                                       |        |
| 2011          | Jumekui Merry                                                                  | Šigejasu Jamauči                      | 7. ledna 2011     | 8. dubna 2011     | 13            | Adaptace série mangy, jejíž mangakou je Ušiki Jošitaka.                                                 |        |
| 2011          | Hidan no Aria                                                                  | Takaši Watanabe                       | 14. dubna 2011    | 30. června 2011   | 12            | Adaptace série light novel, jejímž autorem je Čúgaku Akamacu.                                           |        |
| 2011          | Kami-sama no memo-čó                                                           | Kacuši Sakurabi                       | 2. července 2011  | 24. září 2011     | 12            | Adaptace série light novel, jejímž autorem je Hikaru Sugii.                                             |        |
| 2011          | Kaitó tenši Twin Angel: Kjun kjun tokimeki Paradise!!                          | Jošiaki Iwasaki                       | 5. července 2011  | 20. září 2011     | 12            | Pačinko hra od společností Trivy a Sammy.                                                               |        |
| 2011          | Bakuman. 2                                                                     | Ken'iči Kasai Noriaki Akitaja         | 1. října 2011     | 24. března 2012   | 25            | Pokračování anime seriálu Bakuman..                                                                     |        |
| 2011          | Kimi to boku.                                                                  | Mamoru Kanbe                          | 4. října 2011     | 27. prosince 2011 | 13            | Adaptace série mangy, jejíž mangakou je Kiiči Hotta.                                                    |        |
| 2011          | Šakugan no Šana III (Final)                                                    | Takaši Watanabe                       | 8. října 2011     | 24. března 2012   | 24            | Pokračování anime seriálu Šakugan no Šana II.                                                           |        |
| 2012          | Tantei Opera Milky Holmes: Dai-ni maku                                         | Makoto Moriwaki                       | 5. ledna 2012     | 22. března 2012   | 12            | Pokračování anime seriálu Tantei Opera Milky Holmes. V koprodukci se studiem Artland.                   |        |
| 2012          | Kill Me Baby                                                                   | Jošiki Jamakawa                       | 5. ledna 2012     | 29. března 2012   | 13            | Adaptace série mangy, jejíž mangakou je Kaduho.                                                         |        |
| 2012          | Zero no cukaima F                                                              | Jošiaki Iwasaki                       | 7. ledna 2012     | 24. března 2012   | 12            | Pokračování anime seriálu Zero no cukaima: Princess no Rondo.                                           |        |
| 2012          | Ano nacu de matteru                                                            | Tacujuki Nagai                        | 10. ledna 2012    | 27. března 2012   | 12            | Původní dílo.                                                                                           |        |
| 2012          | Kimi to boku. 2                                                                | Mamoru Kanbe                          | 3. dubna 2012     | 26. června 2012   | 13            | Pokračování anime seriálu Kimi to boku..                                                                |        |
| 2012          | Arcana Famiglia                                                                | Čiaki Kon                             | 1. července 2012  | 16. září 2012     | 12            | Založeno na vizuálním románu od společnosti HuneX.                                                      |        |
| 2012          | Džoširaku                                                                      | Cutomu Mizušima                       | 5. července 2012  | 28. září 2012     | 13            | Adaptace série mangy, jejímž autorem je Kódži Kumeta.                                                   |        |
| 2012          | Bakuman. 3                                                                     | Ken'iči Kasai Noriaki Akitaja         | 6. října 2012     | 30. března 2013   | 25            | Pokračování anime seriálu Bakuman. 2.                                                                   |        |
| 2012          | Little Busters!                                                                | Jošiki Jamakawa                       | 6. října 2012     | 6. dubna 2013     | 26            | Založeno na vizuálním románu od společnosti Key.                                                        |        |
| 2012          | Sakurasó no Pet na kanodžo                                                     | Acuko Išizuka                         | 9. října 2012     | 26. března 2013   | 24            | Adaptace série light novel, jejímž autorem je Hadžime Kamošida.                                         |        |
| 2013          | Toaru kagaku no Railgun S                                                      | Tacujuki Nagai                        | 13. dubna 2013    | 27. září 2013     | 24            | Pokračování anime seriálu Toaru kagaku no Railgun.                                                      |        |
| 2013          | Hentai ódži to warawanai neko.                                                 | Jóhei Suzuki                          | 13. dubna 2013    | 29. června 2013   | 12            | Adaptace série light novel, jejímž autorem je Só Sagara.                                                |        |
| 2013          | Futari wa Milky Holmes                                                         | Hiroši Nišikiori                      | 13. července 2013 | 28. září 2013     | 12            | Pokračování anime seriálu Tantei Opera Milky Holmes: Dai-ni maku. V koprodukci se studiem Nomad.        |        |
| 2013          | Golden Time                                                                    | Čiaki Kon                             | 3. října 2013     | 27. března 2014   | 24            | Adaptace série light novel, jejíž autorkou je Jujuko Takemija.                                          |        |
| 2013          | Little Busters! Refrain                                                        | Jošiki Jamakawa                       | 5. října 2013     | 28. prosince 2013 | 13            | Pokračování anime seriálu Little Busters!.                                                              |        |
| 2014          | Witch Craft Works                                                              | Cutomu Mizušima                       | 5. ledna 2014     | 23. března 2014   | 12            | Adaptace série mangy, jejíž mangakou je Rjú Mizunagi.                                                   |        |
| 2014          | selector infected WIXOSS                                                       | Takuja Sató                           | 3. dubna 2014     | 19. června 2014   | 12            | Původní dílo vytvořené v kolaboraci se společnostmi Tomy a Warner Bros. Japan.                          |        |
| 2014          | Fúun išin dai šógun                                                            | Takaši Watanabe                       | 9. dubna 2014     | 26. června 2014   | 12            | Původní dílo. V koprodukci se studiem A.C.G.T.                                                          |        |
| 2014          | Madžimodži Rurumo                                                              | Čikara Sakurai                        | 9. července 2014  | 24. září 2014     | 12            | Adaptace série mangy, jejíž mangakou je Wataru Watanabe.                                                |        |
| 2014          | Love Stage!!                                                                   | Ken'iči Kasai                         | 9. července 2014  | 10. září 2014     | 10            | Adaptace série mangy, jejímž autorem je Eiki Eiki.                                                      |        |
| 2014          | selector spread WIXOSS                                                         | Takuja Sató                           | 4. října 2014     | 20. prosince 2014 | 12            | Pokračování anime seriálu selector infected WIXOSS.                                                     |        |
| 2015          | Tantei kageki Milky Holmes TD                                                  | Hiroši Nišikiori                      | 4. ledna 2015     | 28. března 2015   | 12            | Pokračování anime seriálu Futari wa Milky Holmes.                                                       |        |
| 2015          | Šokugeki no Sóma                                                               | Jošitomo Jonetani                     | 3. dubna 2015     | 25. září 2015     | 24            | Adaptace série mangy, jejímž autorem je Júto Cukuda.                                                    |        |
| 2015          | Dungeon ni deai wo motomeru no wa mačigatteiru daró ka                         | Jošiki Jamakawa                       | 4. dubna 2015     | 27. června 2015   | 13            | Adaptace série light novel, jejímž autorem je Fudžino Ómori.                                            |        |
| 2015          | Šimoneta to iu gainen ga sonzai šinai taikucu na sekai                         | Jóhei Suzuki                          | 4. července 2015  | 19. září 2015     | 12            | Adaptace série light novel, jejímž autorem je Hirotaka Akagi.                                           |        |
| 2015          | Prison School                                                                  | Cutomu Mizušima                       | 10. července 2015 | 25. září 2015     | 12            | Adaptace série mangy, jejíž mangakou je Akira Hiramoto.                                                 |        |
| 2015          | Heavy Object                                                                   | Takaši Watanabe                       | 2. října 2015     | 25. března 2016   | 24            | Adaptace série light novel, jejímž autorem je Kazuma Kamači.                                            |        |
| 2016          | Flying Witch                                                                   | Kacuši Sakurabi                       | 9. dubna 2016     | 25. června 2016   | 12            | Adaptace série mangy, jejíž mangakou je Čihiro Išizuka.                                                 |        |
| 2016          | Šokugeki no Sóma: Ni no sara                                                   | Jošitomo Jonetani                     | 2. července 2016  | 24. září 2016     | 13            | Pokračování anime seriálu Šokugeki no Sóma.                                                             |        |
| 2016          | Saiki Kusuo no Psí-nan                                                         | Hiroaki Sakurai                       | 4. července 2016  | 26. prosince 2016 | 120           | Adaptace série mangy, jejíž mangakou je Šúiči Asó.                                                      |        |
| 2016          | Taboo Tattoo                                                                   | Takaši Watanabe                       | 4. července 2016  | 19. září 2016     | 12            | Adaptace série mangy, jejíž mangakou je Šindžiró.                                                       |        |
| 2016          | Amanču!                                                                        | Džun'iči Sató (šéf) Ken'iči Kasai     | 8. července 2016  | 22. září 2016     | 12            | Adaptace série mangy, jejíž mangakou je Kozue Amano.                                                    |        |
| 2016          | Lostorage incited WIXOSS                                                       | Kacuši Sakurabi                       | 8. října 2016     | 24. prosince 2016 | 12            | Pokračování anime seriálu selector infected WIXOSS.                                                     |        |
| 2017          | Urara meiročó                                                                  | Jóhei Suzuki                          | 5. ledna 2017     | 23. března 2017   | 12            | Adaptace série mangy, jejíž mangakou je Harikamo.                                                       |        |
| 2017          | Minami Kamakura kókó džoši džitenša-bu                                         | Susumu Kudó                           | 6. ledna 2017     | 25. března 2017   | 12            | Adaptace série mangy, jejíž mangakou je Norijuki Macumoto. V koprodukci se studiem A.C.G.T.             |        |
| 2017          | Schoolgirl Strikers: Animation Channel                                         | Hiroši Nišikiori                      | 7. ledna 2017     | 1. dubna 2017     | 13            | Založeno na mobilní hře od společnosti Square Enix.                                                     |        |
| 2017          | Marginal#4 Kiss kara cukuru Big Bang                                           | Kentaró Suzuki                        | 12. ledna 2017    | 30. března 2017   | 12            | Založeno na franšíze Marginal #4 by Rejetu.                                                             |        |
| 2017          | Alice to Zóroku                                                                | Kacuši Sakurabi                       | 2. dubna 2017     | 25. června 2017   | 12            | Adaptace série mangy, jejíž mangakou je Tecuja Imai.                                                    |        |
| 2017          | Kaitó tenši Twin Angel                                                         | Jošiaki Iwasaki                       | 7. dubna 2017     | 23. června 2017   | 12            | Založeno na arkádové hře od Sammyho a Trivy.                                                            |        |
| 2017          | Sword Oratoria: Dungeon ni deai wo motomeru no wa mačigatteiru daró ka? Gaiden | Jóhei Suzuki                          | 14. dubna 2017    | 30. června 2017   | 12            | Adaptace série light novel, jejímž autorem je Fudžino Ómori.                                            |        |
| 2017          | Bačikan kiseki čósakan                                                         | Jošitomo Jonetani                     | 7. července 2017  | 22. září 2017     | 12            | Adaptace série light novel, jejímž autorem je Rin Fudžiki.                                              |        |
| 2017          | UQ Holder! Mahó sensei Negima! 2                                               | Jóhei Suzuki                          | 2. října 2017     | 18. prosince 2017 | 12            | Adaptace série mangy, jejíž mangakou je Ken Akamacu.                                                    |        |
| 2017          | Šokugeki no Sóma: San no sara                                                  | Jošitomo Jonetani                     | 3. října 2017     | 24. června 2018   | 24            | Pokračování anime seriálu Šokugeki no Sóma: Ni no sara.                                                 |        |
| 2017          | Kudžira no kora wa sadžó ni utau                                               | Kjóhei Išiguro                        | 8. října 2017     | 24. prosince 2017 | 12            | Adaptace série mangy, jejíž mangakou je Abi Umeda.                                                      |        |
| 2018          | Saiki Kusuo no Psí-nan 2                                                       | Hiroaki Sakurai                       | 17. ledna 2018    | 27. června 2018   | 24            | Pokračování anime seriálu Saiki Kusuo no Psí-nan.                                                       |        |
| 2018          | Lostorage conflated WIXOSS                                                     | Risako Jošida                         | 6. dubna 2018     | 22. června 2018   | 12            | Pokračování anime seriálu Lostorage incited WIXOSS.                                                     |        |
| 2018          | Amanču! Advance                                                                | Džun'iči Sató (šéf) Kijoko Sajama     | 7. dubna 2018     | 23. června 2018   | 12            | Pokračování anime seriálu Amanču!.                                                                      |        |
| 2018          | Last Period: Owari naki rasen no monogatari                                    | Jošiaki Iwasaki                       | 12. dubna 2018    | 28. června 2018   | 12            | Založeno na japonské hře na hrdiny od studia Happy Elements.                                            |        |
| 2018          | Back Street Girls: Gokudolls                                                   | Čiaki Kon                             | 4. července 2018  | 5. září 2018      | 10            | Adaptace série mangy, jejímž autorem je Džasmine Gjú.                                                   |        |
| 2018          | Sacuriku no tenši                                                              | Kentaró Suzuki                        | 6. července 2018  | 21. září 2018     | 12            | Adaptace série mangy, jejíž mangakou je Makoto Sanada.                                                  |        |
| 2018          | Planet With                                                                    | Jóhei Suzuki                          | 8. července 2018  | 23. září 2018     | 12            | Původní dílo, jehož tvůrcem je Satoši Mizukami.                                                         |        |
| 2018          | Hi Score Girl                                                                  | Jošiki Jamakawa                       | 13. července 2018 | 28. září 2018     | 12            | Adaptace série mangy, jejíž mangakou je Rensuke Ošikiri. V koprodukci se studiem SMDE.                  |        |
| 2018          | Toaru madžucu no Index III                                                     | Hiroši Nišikiori                      | 5. října 2018     | 5. dubna 2019     | 26            | Pokračování anime seriálu Toaru madžucu no Index II.                                                    |        |
| 2018          | Hangjaku-sei Million Arthur                                                    | Jóhei Suzuki                          | 25. října 2018    | 27. června 2019   | 23            | Založeno na japonské MMORPG hře od společnosti Square Enix.                                             |        |
| 2019          | Date A Live III                                                                | Keitaró Motonaga                      | 11. ledna 2019    | 29. března 2019   | 12            | Pokračování anime seriálu Date A Live II.                                                               |        |
| 2019          | One Punch Man 2                                                                | Čikara Sakurai                        | 9. dubna 2019     | 2. července 2019  | 12            | Pokračování anime seriálu One Punch Man.                                                                |        |
| 2019          | Mačikado mazoku                                                                | Hiroaki Sakurai                       | 11. července 2019 | 26. září 2019     | 12            | Adaptace série mangy, jejíž mangakou je Izumi Itó.                                                      |        |
| 2019          | Toaru kagaku no Accelerator                                                    | Nobuharu Kamanaka                     | 12. července 2019 | 27. září 2019     | 12            | Adaptace série mangy, jejímž autorem je Kazuma Kamači.                                                  |        |
| 2019          | Cúdžó kógeki ga zentai kógeki de ni kai kógeki no okásan wa suki desu ka?      | Jošiaki Iwasaki                       | 13. července 2019 | 28. září 2019     | 12            | Adaptace série light novel, jejímž autorem je Dačima Inaka.                                             |        |
| 2019          | Dungeon ni deai wo motomeru no wa mačigatteiru daró ka II                      | Hideki Tačibana                       | 13. července 2019 | 28. září 2019     | 12            | Pokračování anime seriálu Dungeon ni deai wo motomeru no wa mačigatteiru daró ka.                       |        |
| 2019          | Šokugeki no Sóma: Šin no sara                                                  | Jošitomo Jonetani                     | 12. října 2019    | 28. prosince 2019 | 12            | Pokračování anime seriálu Šokugeki no Sóma: San no sara.                                                |        |
| 2019          | Hi Score Girl II                                                               | Jošiki Jamakawa                       | 25. října 2019    | 20. prosince 2019 | 9             | Pokračování anime seriálu Hi Score Girl. V koprodukci se studiem SMDE.                                  |        |
| 2020          | Toaru kagaku no Railgun T                                                      | Tacujuki Nagai                        | 1. července 2020  | 25. září 2020     | 25            | Pokračování anime seriálu Toaru kagaku no Railgun S.                                                    |        |
| 2020          | Mewkledreamy                                                                   | Hiroaki Sakurai                       | 5. dubna 2020     | 4. dubna 2021     | 48            | Založeno na postavě Mewkledreamy společnosti Sanrio.                                                    |        |
| 2020          | Šokugeki no Sóma: Gó no sara                                                   | Jošitomo Jonetani                     | 10. dubna 2020    | 25. září 2020     | 13            | Pokračování anime seriálu Šokugeki no Sóma: Šin no sara.                                                |        |
| 2020          | Dungeon ni deai wo motomeru no wa mačigatteiru daró ka III                     | Hideki Tačibana                       | 2. října 2020     | 19. prosince 2020 | 12            | Pokračování anime seriálu Dungeon ni deai wo motomeru no wa mačigatteiru daró ka II.                    |        |
| 2021          | WIXOSS Diva(A)Live                                                             | Masato Macune                         | 9. ledna 2021     | 27. března 2021   | 12            | Spin-off anime seriálu WIXOSS.                                                                          |        |
| 2021          | Skate-Leading Stars                                                            | Goró Taniguči (šéf) Tošinori Fukušima | 10. ledna 2021    | 28. března 2021   | 12            | Původní dílo, jehož tvůrcem je Goró Taniguči.                                                           |        |
| 2021          | Maiko-san či no Makanai-san                                                    | Jóhei Suzuki                          | 25. února 2021    | 27. ledna 2022    | 12            | Adaptace série mangy, jejíž mangakou je Aiko Kojama.                                                    |        |
| 2021          | Sentóin, haken šimasu!                                                         | Hiroaki Akagi                         | 4. dubna 2021     | 20. června 2021   | 12            | Adaptace série light novel, jejímž autorem je Nacume Akacuki.                                           |        |
| 2021          | Blue Reflection Ray                                                            | Risako Jošida                         | 10. dubna 2021    | 25. září 2021     | 24            | Založeno na videohře od společnosti Gust.                                                               |        |
| 2021          | Edens Zero                                                                     | Šindži Išihara (šéf) Júši Suzuki      | 11. dubna 2021    | 3. října 2021     | 25            | Adaptace série mangy, jejíž mangakou je Hiro Mašima.                                                    |        |
| 2021          | Mewkledreamy Mix!                                                              | Hiroaki Sakurai                       | 11. dubna 2021    | 27. března 2022   | 50            | Pokračování anime seriálu Mewkledreamy.                                                                 |        |
| 2021          | Gendžicu šugi júša no ókoku saikenki                                           | Takaši Watanabe                       | 4. července 2021  | 26. září 2021     | 13            | Adaptace série light novel, jejímž autorem je Dodžjomaru.                                               |        |
| 2021          | Šinigami Boččan to kuro Maid                                                   | Jošiki Jamakawa                       | 4. července 2021  | 19. září 2021     | 12            | Adaptace série mangy, jejíž mangakou je Koharu Inoue.                                                   |        |
| 2022          | Šikkakumon no saikjó kendža                                                    | Noriaki Akitaja                       | 8. ledna 2022     | 26. března 2022   | 12            | Adaptace série light novel, jejímž autorem je Šinkóšotó.                                                | [ 1 ]  |
| 2022          | Baraó no sórecu                                                                | Kentaró Suzuki                        | 9. ledna 2022     | 26. června 2022   | 24            | Adaptace série mangy, jejíž mangakou je Aja Kanno.                                                      | [ 2 ]  |
| 2022          | Šokei šódžo no Virgin Road                                                     | Jošiki Kawasaki                       | 2. dubna 2022     | 18. června 2022   | 12            | Adaptace série light novel, jejímž autorem je Mato Sató.                                                | [ 3 ]  |
| 2022          | Mačikado mazoku 2-Čóme                                                         | Hiroaki Sakurai                       | 8. dubna 2022     | 1. července 2022  | 12            | Pokračování anime seriálu Mačikado mazoku.                                                              |        |
| 2022          | Dungeon ni deai wo motomeru no wa mačigatteiru daró ka IV: Šin šó meikjú-hen   | Hideaki Tačibana                      | 21. července 2022 | 29. září 2022     | 11            | Pokračování anime seriálu Dungeon ni deai wo motomeru no wa mačigatteiru daró ka III.                   |        |
| 2023          | Dungeon ni deai wo motomeru no wa mačigatteiru daró ka IV: Šin šó jakusai-hen  | Hideaki Tačibana                      | 5. ledna 2023     | 16. března 2023   | 11            | Pokračování anime seriálu Dungeon ni deai wo motomeru no wa mačigatteiru daró ka IV: Šin šó meikjú-hen. |        |
| 2023          | sugar apple fairy tale                                                         | Jóhei Suzuki                          | 6. ledna 2023     | 24. března 2023   | 12            | Adaptace série light novel, jejíž autorkou je Miri Mikawa.                                              |        |
| 2023          | Edens Zero 2                                                                   | Tošinori Watabe                       | 2. dubna 2023     | 17. září 2023     | 25            | Pokračování anime seriálu Edens Zero.                                                                   |        |
| 2023          | Isekai wa Smartphone to tomo ni. 2                                             | Jošiaki Iwasaki                       | 3. dubna 2023     | 19. června 2023   | 12            | Pokračování anime seriálu Isekai wa Smartphone to tomo ni.                                              |        |
| 2023          | Niehime to Kemono no ó                                                         | Čiaki Kon                             | 20. dubna 2023    | 27. září 2023     | 24            | Adaptace série mangy, jejíž autorkou je Jú Tomofudži.                                                   |        |
| 2023          | sugar apple fairy tail 2 Cour                                                  | Jóhei Suzuki                          | 7. července 2023  | 22. září 2023     | 12            | Pokračování anime seriálu sugar apple fairy tail.                                                       |        |
| 2023          | Nanacu no maken ga šihai suru                                                  | Masato Macune                         | 8. července 2023  | 30. září 2023     | 13            | Adaptace série light novel, jejíž autory jsou Bokuto Uno a Ruria Mijuki.                                |        |
| 2023          | Šinigami Boččan to kuro Maid 2                                                 | Jošinobu Jamakawa                     | 9. července 2023  | 24. září 2023     | 12            | Pokračování anime seriálu Šinigami Boččan to kuro Maid.                                                 |        |
| 2024          | Cuki ga mičibiku isekai dóčú 2                                                 | Šindži Išihira                        | 8. ledna 2024     | bude oznámeno     | 25            | Pokračování anime série Cuki ga mičibiku isekai dóčú.                                                   |        |
| 2024          | Šinigami Boččan to kuro Maid 3                                                 | Jošinobu Jamakawa                     | 7. dubna 2024     | bude oznámeno     | bude oznámeno | Pokračování anime seriálu Šinigami Boččan to kuro Maid.                                                 |        |
| 2024          | Lv2 kara Cheat datta moto júša kóho no mattari Isekai Life                     | Jošiaki Iwasaki                       | 9. dubna 2024     | bude oznámeno     | 12            | Adaptace série light novel, jejímž autorem je Mija Kinodžo.                                             |        |
| 2024          | 2.5 džigen no Ririsa                                                           | Hideki Okamoto                        | 5. července 2024  | bude oznámeno     | bude oznámeno | Adaptace série mangy, jejímž autorem je Jú Hašimoto.                                                    |        |
| 2024          | FAIRY TAIL: 100-nen Quest                                                      | Šindži Išihira (šéf) Tošinori Watabe  | červenec 2024     | bude oznámeno     | bude oznámeno | Pokračování anime seriálu Fairy Tail.                                                                   |        |
| 2024          | Delico's Nursery                                                               | Hiroši Nišikiori                      | červenec 2024     | bude oznámeno     | bude oznámeno | Adaptace divadelní hry.                                                                                 |        |
| 2024          | Mahó cukai ni narenakatta onnanoko no hanaši.                                  | Takaši Watanabe (šéf) Masato Macune   | říjen 2024        | bude oznámeno     | bude oznámeno | Adaptace románu, jejíž autorkou je Juzuki Akasaka.                                                      |        |
| 2024          | Maou 2099                                                                      | Rjó Andó                              | 2024              | bude oznámeno     | bude oznámeno | Adaptace série light novel, jejímž autorem je Daigo Murasaki.                                           |        |
| 2024          | Jarinaoši reidžó wa rjútei heika wo kórjaku-čú                                 | Kentaró Suzuki                        | 2024              | bude oznámeno     | bude oznámeno | Adaptace série light novel, jejíž autorkou je Sarasa Nagase.                                            |        |
| 2024          | Kabušiki gaiša Magi Lumiere                                                    | Masahiro Hiraoka                      | 2024              | bude oznámeno     | bude oznámeno | Adaptace série light novel, jejíž autorkou je Sekka Iwata.                                              |        |
| 2024          | Duel Masters LOST: Cuioku no suišó                                             | bude oznámeno                         | 2024              | bude oznámeno     | bude oznámeno | Pokračování anime série Duel Masters WIN: Duel Wars.                                                    |        |
| 2025          | Honey Lemon Soda                                                               | Hiroši Nišikiori                      | leden 2025        | bude oznámeno     | bude oznámeno | Adaptace románu, jejíž autorkou je Maju Murata.                                                         |        |
| bude oznámeno | Dandžo no júdžó wa seiricu suru? (Ija, šinai!!)                                | bude oznámeno                         | bude oznámeno     | bude oznámeno     | bude oznámeno | Adaptace série light novel, jejíž autory jsou Nana Nanana a Parum.                                      |        |
| bude oznámeno | One Punch Man 3                                                                | bude oznámeno                         | bude oznámeno     | bude oznámeno     | bude oznámeno | Pokračování anime seriálu One Punch Man 2.                                                              |        |

## Speciály
- Saiki Kusuo no Psí-nan: Kankecu-hen (2018)